# 벨칸토
벨칸토(이탈리아어: Bel canto)는 18세기에 확립된 이탈리아의 가창기법이며, 19세기 전반 이탈리아 오페라에 쓰였던 기교적 창법이다. 이탈리아어로 벨칸토(bel canto)란 ‘아름다운(bel) 노래(canto)’라는 뜻이다.
이는 극적인 표현이나 낭만적인 서정보다도 아름다운 소리, 부드러운 가락, 훌륭한 연주효과 등에 중점을 두고 있다. 그래서 치밀한 성량조절, 유연한 레가토, 화려한 기교가 중요시 되었다. 그러나 19세기 후반에는 극장규모의 확대와 오페라 소재 등의 변화로 큰 성량을 요구하는 새로운 창법이 벨칸토를 대신하게 되며, 벨칸토 창법은 쇠퇴하게 되었다.
기교적 과장에 치우치는 폐단이 있다고 생각한 글루크나 바그너는 벨칸토를 배척해 왔다. 그러나 벨칸토 자체는 고도로 예술적인 기법으로 현재 이탈리아 오페라나 모차르트의 오페라에서는 가장 이상적인 창법으로 간주되고 있다.

## 벨칸토의 역사적 배경
후기 르네상스의 이탈리아에 성악의 황금 시대가 열렸다. 1601년에 오페라가 창안되자 성악적인 표현과 가수들이 묘기를 발휘할 수 있는 더욱 호화로운 분출구가 열렸다. 이제 가수들은 폴리포니 양식의 엄격한 규칙에 따를 의무도 없게 되고, 이 양식이 꼼짝 못하게 가해 오던 많은 제약으로부터도 벗어나게 됐다.
오페라가 발달함에 따라서 발성 기술의 극치를 보여 주는 수많은 전설적인 평판이 잇달아 이룩되어 갔다. 음악의 역사에서 성악의 황금시대를 호화롭게 등장케 한 것은 새로이 발견한 발성의 테크닉보다는 가수들에게 기회가 크게 부여된 것이 더 큰 원인이었다. 교회는 과도한 표현을 고집스럽게 거부해 왔으며, 비르투오소들의 자유로운 발표를 결코 용납하지 않았다. 이에 비하여, 세속적인 극장의 분위기는 그들의 연주에 다시없는 좋은 환경이 되어 주었으며, 명가수들도 이 새로운 처지에 눈부시게 호응하여 나갔던 것이다. 이 무렵까지의 성악의 발달은 거의 폴리포니 서법에 집중되고 있었으며, 그것은 이미 완성되어 극치에까지 이르고 있었다. 그런데 이 서법은 무대의 목적과 적합하지 않았다. 폴리포니는 모든 움직임을 한정된 테두리 속에 가두는 경향이 있기 때문에 서정적인 무대에 채용할 수가 없었던 것이다. 이를 고려해 카메라타의 사람들은 모노디, 즉 서정적 독창곡을 쓰기 시작했다.
모노디 형식에 의한 작곡이 충분히 자리를 잡아갈 무렵, 멜로디를 용도에 따라 아리아와 레치타티보로 나누었다. 이야기 가운데서도 자질구레한 부분이나 작은 사건들은 레치타티보에 의하여 처리되면서 격정의 순간으로 이끌어 간다. 이리하여 빚어진 클라이맥스는 극의 각 장면에 따라서 아리아나 2중창에서 6중창까지의 앙상블에 의하여 표현하게 되었다. 이 세기의 끝 무렵에는 오페라 공연을 위한 전문 극장이 도시마다 20개가 넘게 생겼다. 그러나 실제로 사람들의 흥미를 끈 것은 음악극이 가지고 있던 신기한 구경거리뿐이 아니라 대표적인 가수들의 눈부시게 호화로운 목소리의 뛰어난 기량이었으며, 이것이야말로 오페라의 발전을 마음대로 끌고 나가게 하였다.
모노디의 초기 발전의 하나는 다카포 아리아의 도입이었다. 이것은 3부분으로 이러우저니 단순한 성악곡의 형식이며, 제 3부분이 제 1부분을 재현하고 반복하는 양식이다. 그런데 시간의 흐름에 따라 어느정도의 자유가 인정되기 시작하여, 가수는 제 3부에 반드시 장식을 붙이는 일이 생겼다. 그것은 가수가 가지는 성악적인 기량을 유감없이 발휘하게 하고, 즉흥연주에 의하여 음악적인 높은 취미를 표현하도록 해 주기 위해서였다. 애드리브로 연주한다해도 처음 동안은 절도 있는 것이었으나 차츰 절도가 없는 것으로 변해갔다. 대중의 인기를 차지하려고 궤도를 벗어난 쟁탈전이 펼쳐지는 동안, 처음 이 예술을 창시했던 카메라타의 이상은 무너져버렸다. 그리고 마침내 작곡가들도 관객의 여망과 가수들의 주장 앞에 굴복하여, 내용으로나 음악적으로나 아무 의미가 없는 그저 장식 투성이의 작품을 쓰게 되고, 드디어 오페라는 당시의 위대한 목소리의 힘과 능력을 과시하기 위해서 쓰여지게 됐다. 그러나 오페라가 예술양식으로서 데카당의 상태에 있었던 이 시기가 실은 음악사에서 성악의 황금 시대라고 불리던 시기였다. 이 성악 예술의 융성은 벨칸토 양식의 명성을 온 유럽 대륙에 울리게 만들었을 뿐만 아니라 발성 기술의 원리의 확립에 커다란 힘이 되었고, 그 뒤로 차츰 스러지면서도 18~19세기 나아가서는 20세기에 이르기까지 그 영향을 성악 예술에 계속 미쳤다.

## 벨 칸토의 이상
아름다운 가창이라는 것은 아름다운 음을 만드는 것 이상의 무엇을 암시한다고 생각할 필요가 있다. 음이 정말로 아름다우면 그것은 발성의 메카니즘도 올바르게 기능하고 있다는 것이며, 또 발성 메카니즘의 작용이 제어되어 있고 미적 원리와 자연의 법칙 사이에 완전한 조화가 이루어지고 있다는 것이다. 벨 칸토의 가창은 목소리가 자유롭지 않으면 불가능하다. 목소리가 충분히 자유로우면 그것은 넓은 음역에 걸쳐 공명된 소리가 되어 난다. 또 최강음에서 최약음까지를 완전히 컨트롤할 수 있고, 편하고 탄력있게 연주 할 수가 있다. 벨칸토 가창의 이상은 목소리를 완벽하게 구사한다는 위와같은 특징으로 이루어져 있으며, 이는 아름다운 음에는 없어서는 안 될 요소이다.
발성의 자유스러움에 대해서 이야기하자면, 목소리의 자연스런 음색이 되어 나타나는 발성 기관의 상태는 높낮이와 셈여림을 편하고 기분 좋게 노래부를 수 있는 느낌을 가리킨다고 할 수가 있다. 신체에 느껴지는 이 느낌은 목소리 메카니즘의 근육 조정이 알맞은 균형을 잡기 시작한 것 혹은 이미 잡고 있다는 것을 말해 준다. 음질의 개념이 발성 기관을 규제하고 있는 신체 조직의 법칙에 맞는 것이 되면 목소리는 공명, 넓은 음역, 그리고 탄력성을 가지기 시작한다. 이러한 상태야말로 저항이 없는, 즉 근육의 간섭이 없는 것을 나타내는 일이며, 발성이 정말로 자유로운 상태인 것이다. 이렇게 발성 기관에는 나름대로의 가능성과 한계가 있다는 것을 이해할 필요가 있다.

## 벨칸토 가수의 조건
벨칸토 오페라의 대표 작곡가였던 조아키노 로시니는 1858년에 ‘벨칸토 오페라 가수의 조건’을 다음과 같이 제시했다.
1. 전체 성역에 걸쳐 자연스럽고 아름다운 목소리를 지닐 것
2. 노력 없이도 화려한 기교를 소화할 수 있도록 훈련되어 있을 것
3. 이탈리아 명가수의 노래를 듣고 거기서 배워 얻을 수 있는 탁월한 창법을 몸에 익힐 것

## 벨칸토를 대표하는 가수
20세기 들어 벨리니, 도니체티, 로시니의 거의 잊혀졌던 벨칸토 오페라 레퍼토리들을 역사 속에 부활시킨 마리아 칼라스는 ‘벨칸토란 목소리를 악기처럼 최대한도로 활용하고 제어하는 기법’이라고 정의했다. 칼라스가 16세에 처음 만난 스승 엘비라 데 이달고는 그때까지 메조소프라노에 속했던 칼라스의 음역을 소프라노로 확장시켰다. 당연히 칼라스는 소프라노 및 메조소프라노 배역을 모두 부를 수 있게 되었다. “나는 근육을 쓰는 걸 즐기며 발전해가는 체조선수나 춤 자체를 즐기며 실력이 늘어가는 무용과 학생 같았죠.” 이달고로부터 벨칸토 창법을 전수받은 칼라스는 이렇게 회고했다.
그 당시까지 오페라 극장에서 별로 인기가 없었던 벨리니의 [노르마] 타이틀 롤, [청교도]의 엘비라 같은 배역의 노래들이 칼라스에게 최고의 영광을 안겨주었다. 칼라스의 눈부신 공적은 완벽한 장식음을 구사하는 벨칸토 기교와 드라마틱한 음색 연기로 이 비인기 오페라들을 새롭게 대히트 시켰다는 점이다. 칼라스의 뒤를 이은 대표적 벨칸토 가수들은 조안 서덜랜드, 에디타 그루베로바, 체칠리아 바르톨리 등이다. 이들은 모두 유연한 레가토와 장식적 기교를 과시한다.

## 벨칸토 오페라의 대표 작곡가와 대표작들
1. 조아키노 로시니(Gioacchino Rossini, 1792-1868) 
호른과 트럼펫 주자였던 아버지에게서 음악을 배우고 볼로냐 음악 학교에서 작곡 공부를 시작한 로시니는 18세부터 오페라 작곡을 의뢰 받았고, 30대 후반에 오페라 작곡을 그만둘 때까지 총 39편의 오페라를 발표했다. 고전주의 형식을 따른 마지막 오페라 작곡가이면서 풍자 희극에 강했지만, 여러 편의 오페라 세리아와 규모가 큰 대작들도 발표했다. [세비야의 이발사], [신데렐라]를 비롯한 그의 여러 걸작들은 ‘희극을 위한 천재성’이 어떤 것인가를 잘 보여준다.

2. 가에타노 도니체티(Gaetano Donizetti, 1797-1848) 
도니체티는 원래 관현악과 실내악, 칸타타와 교회음악에 헌신할 작정이었으나, 자신의 초기 오페라 작품에 유명 흥행사가 관심을 보이자 오페라 작곡에 전념하게 되었다. 1830년에 밀라노에서 초연된 [안나 볼레나]로 국제적인 명성을 얻은 그는 [사랑의 묘약], [루크레치아 보르지아], [람메르무어의 루치아]의 연속적인 성공으로 당대 최고의 오페라 작곡가로 자리를 굳혔다. 그러나 지나친 검열에 염증을 느끼고 아내의 죽음으로 충격을 받아 이탈리아를 떠난 그는 파리로 가서 [린다 디 샤모니], [돈 파스콸레] 등의 오페라로 다시금 성공을 누렸으나 신경쇠약 등의 이유로 일찍 세상을 떠났다.

3. 빈첸초 벨리니(Vincenzo Bellini, 1801-1835) 
시칠리아 지방에서 태어난 벨리니는 나폴리 음악원에서 하이든, 모차르트, 페르골레시의 음악을 배우며 작곡가로 성장했다. 1824년 로시니의 오페라 [세미라미데]를 보고 결정적으로 오페라에 헌신하게 되었다. 그의 오페라는 초기부터 관객과 제작자 모두를 만족시켜, 이미 젊은 나이에 벨리니는 밀라노 라 스칼라 극장에 작품을 올리는 기염을 토했다. [해적]을 작곡할 때 만난 대본가 펠리체 로마니와 함께 [몽유병 여인], [노르마] 등의 히트작들을 발표했으나, 파리로 이주한 뒤 마지막 오페라 [청교도]를 발표하고 34세로 병사했다.

## 참고 문헌
벨칸토 발성법 그 원리와 실천 - 코넬리우스 L. 리드 저